# 蜂窩組織炎
蜂窩組織炎（拉丁語：cellulitis）是牽涉到皮膚的細菌感染。該疾病尤其會影響到真皮與皮下組織。其症狀為皮膚發紅，會在數天內逐漸擴大範圍。發紅範圍的邊緣一般而言不明顯，而且可能會腫大。當施加壓力於發紅部位時，該部位會變白，但並不是每個病例會如此。感染範圍通常伴隨疼痛。淋巴管偶爾可能會被影響，並引起發燒與疲倦。
該疾病雖然好發於任何部位，但最常見的是腿與臉。腿的部分通常會因為皮膚微小裂傷，而罹患此疾病。其他的危險因子包含肥胖症、腿部腫脹與年老。然而在臉部的皮膚微小裂傷，通常不會造成感染。最常見致病菌包含鏈球菌與金黃色葡萄球菌。相對於蜂窩性組織炎，丹毒為更淺層皮膚的細菌感染，表現為發紅部位邊緣清楚，且較常合併發燒。此外，嚴重感染如骨髓炎或壞死性筋膜炎，應需首先排除。
該疾病診斷，通常基於臨床症狀與徵象確診，細菌培養很少有發現 。在治療上採用口服抗生素，通常會使用頭孢氨芐、阿莫西林與氯噻青黴素（拉丁語：cloxacillin）。如果對青黴素過敏的病患，則可以紅霉素與克林黴素替代。此外，如果有發膿或前次抗藥性金黃色葡萄球菌（MRSA）感染，則在考量MRSA的情況下，會建議加用去氧羥四環素與複方新諾明。抗生素併用類固醇也許會加速復原。將患處抬高與止痛劑可能對緩解症狀有幫助。
約95%的人會在7至10天的治療後好轉，若患部重覆發炎可能導致併發症，嚴重時須切除患部。潛在性的併發症包含膿瘍的形成。每年1000人當中，大約有2個人會有皮膚感染。2010年，蜂窩組織炎造成全球約27,000人死亡。在英國，醫院入診病患當中的1.6%為蜂窩組織炎。